# Punto di Spieker
Il punto di Spieker, detto anche centro di Spieker, è il baricentro {\displaystyle S} di una spezzata triangolare chiusa {\displaystyle ABCA}.
Mentre il baricentro del triangolo {\displaystyle ABC} tiene conto della massa distribuita uniformemente su tutto il triangolo, il punto di Spieker tiene conto solo della massa distribuita sui lati.
Indicando con {\displaystyle p} il semiperimetro di {\displaystyle ABC}, le coordinate cartesiane di {\displaystyle S} risultano essere:
{\displaystyle {\overrightarrow {OS}}=\left({\begin{array}{c}x_{S}\\y_{S}\end{array}}\right)={\dfrac {b+c}{4p}}\left({\begin{array}{c}x_{A}\\y_{A}\end{array}}\right)+{\dfrac {a+c}{4p}}\left({\begin{array}{c}x_{B}\\y_{B}\end{array}}\right)+{\dfrac {a+b}{4p}}\left({\begin{array}{c}x_{C}\\y_{C}\end{array}}\right)}
Il punto di Spieker è l'incentro del triangolo MNP che ha per vertici i punti medi dei lati del triangolo ABC.
Il punto di Spieker  è il punto medio del segmento che ha come estremi il punto di Nagel {\displaystyle N} e l'incentro {\displaystyle I}.
Inoltre il baricentro {\displaystyle G} del triangolo divide il segmento che ha come estremi il punto di Spieker {\displaystyle S} e l'incentro {\displaystyle I} in due parti tali che: {\displaystyle {\overline {IG}}=2\cdot {\overline {GS}}}
Il punto di Spieker divide il segmento {\displaystyle {\overline {NG}}} (avente cioè per estremi il punto di Nagel e il baricentro) in due parti tali che: {\displaystyle {\overline {NS}}=3\cdot {\overline {SG}}}